# 연광
연광(延光)은 중국 후한(後漢) 안제(安帝)의 다섯 번째 연호이다. 122년 3월에서 125년까지 3년 10개월 동안 사용하였다. 125년 3월에 안제의 뒤를 이어 즉위한 소제(小帝)가 8개월 동안 이어서 사용하였으며, 10월에 소제가 죽고 11월에 뒤를 이어 즉위한 순제(順帝)가 남은 2개월 동안 계속 사용하였다.

## 개원
건광(建光) 2년 3월 2일(122년 4월 25일)에 연호를 연광(延光)으로 개원함.

## 연대대조표
| 연광                | 원년       | 2년        | 3년        | 4년        |
| 서력                | 122년      | 123년      | 124년      | 125년      |
| 육십간지 (六十干支) | 임술(壬戌) | 계해(癸亥) | 갑자(甲子) | 을축(乙丑) |

## 같이 보기
- 중국의 연호